# Zarudcze
Zarudcze (ukr. Зару́дчі, Zarudczi) – wieś na Ukrainie, w obwodzie wołyńskim, w rejonie kamieńskim, nad Stochodem. W 2024 roku liczyła 1190 mieszkańców.
Wieś zamieszkują Ukraińcy i Białorusini wyznania prawosławnego, którzy mają własną cerkiew pw. Narodzenia Najświętszej Bogurodzicy z 1993 roku. Co roku z cerkwi wyrusza pielgrzymka do Buczyna, gdzie znajduje się Buczyńska Ikona Matki Bożej.
Wieś szlachecka położona była w końcu XVIII wieku w hrabstwie lubieszowskim w powiecie pińskim województwa brzeskolitewskiego.
Do 2020 w rejonie lubieszowskim. 